# Слов'янські шпалери — КФТП
Публічне акціонерне товариство «Слов'янські шпалери — КФТП» (Корюківська фабрика технічних паперів) — підприємство в місті Корюківка Чернігівської області. Продукція випускається під торговою маркою «Слов'янські шпалери».
Річний випуск шпалер складає близько 50 млн рулонів.

## Історія
З 1858 і майже до початку Німецько-радянської війни в Корюківці працював цукровий завод. У роки війни завод був зруйнований. В 1946 році на цьому місці було розпочато будівництво фабрики з виробництва технічних паперів. Перша продукція цієї фабрики була випущена в 1949, а цілому будівництво фабрики закінчилось в 1961. Фабрика виробляла крейдований та антикорозійний папір, клейову стрічку. В 1982 розпочалося будівництво шпалерного цеху, яке закінчилось в 1991. Однак перші шпалери корюківського виробництва надійшли в продаж уже в 1980-х.
В середині 1990-х підприємство реорганізоване у відкрите акціонерне товариство.

## Теперішній стан
Підприємство виробляє такі види шпалер: паперові гофровані, миючі, дуплексні, акрилові, вінілові, на флізеліновій основі, гарячого тиснення. В асортименті понад 2500 дизайнів шпалер.
Також підприємство випускає поліграфічну продукцію — етикетки, бордюри для шпалер, буклети, обкладинки, календарі та інше.